# Peter Nymann
Peter Nymann Mikkelsen (Copenaghen, 22 agosto 1982) è un ex calciatore danese, di ruolo centrocampista.

## Palmarès

### Club

#### Competizioni nazionali
- 1. Division: 1

SønderjyskE: 2004-2005
- Coppa di Danimarca: 1

Odense: 2006-2007